# Damallsvenskan
Damallsvenskan er den fornemste række i svensk kvindefodbold. Rækken har 12 hold, der møder hinanden to gange pr. sæson. En gang ude og en gang hjemme. Dvs. at hvert hold skal spille 22 kampe. Sæsonen starter i foråret og afsluttes i efteråret.

## Svenske mestre 1973-
| - 1973 – Öxabäck IF - 1974 – Jitex BK - 1975 – Öxabäck IF - 1976 – Jitex BK - 1977 – Jakobsbergs GoIF - 1978 – Öxabäck IF (Første sæsonen Division 1) - 1979 – Jitex BK - 1980 – Sunnanå SK - 1981 – Jitex BK - 1982 – Sunnanå SK - 1983 – Öxabäck IF - 1984 – Jitex BK - 1985 – Hammarby IF - 1986 – Malmö FF - 1987 – Öxabäck IF - 1988 – Öxabäck IF (Første sæsonen Damallsvenskan) - 1989 – Jitex BK - 1990 – Malmö FF - 1991 – Malmö FF - 1992 – Gideonsbergs IF | - 1993 – Malmö FF - 1994 – Malmö FF - 1995 – Älvsjö AIK - 1996 – Älvsjö AIK - 1997 – Älvsjö AIK - 1998 – Älvsjö AIK - 1999 – Älvsjö AIK - 2000 – Umeå IK - 2001 – Umeå IK - 2002 – Umeå IK - 2003 – Djurgården/Älvsjö - 2004 – Djurgården/Älvsjö - 2005 – Umeå IK - 2006 – Umeå IK - 2007 – Umeå IK - 2008 – Umeå IK - 2009 – Linköpings FC - 2010 – LdB FC - 2011 – LdB FC - 2012 – Tyresö FF | - 2013 – LdB FC - 2014 – FC Rosengård - 2015 – FC Rosengård - 2016 – Linköpings FC - 2017 – Linköpings FC - 2018 – Piteå IF - 2019 – FC Rosengård - 2020 – Kopparbergs/Göteborg FC - 2021 – FC Rosengård - 2022 – FC Rosengård - 2023 – Hammarby IF DFF - 2024 – FC Rosengård |

## Spillerstatistik

### Topscorere
Følgende er en liste over topscorere (skyttedrottningar) efter sæson. Lena Videkull har vundet hæderen fem gange, hvilket er rekord, mens Hanna Ljungberg har rekorden for flest scoret mål i en sæson med  39 mål.
| År   | Mål | Spiller(e)                                                               |
| ---- | --- | ------------------------------------------------------------------------ |
| 1982 | 30  | Pia Sundhage (Östers IF)                                                 |
| 1983 | 35  | Pia Sundhage (Östers IF)                                                 |
| 1984 | 35  | Lena Videkull (Trollhättans IF)                                          |
| 1985 | 19  | Anette Nilsson (Hammarby IF)                                             |
| 1986 | 22  | Gunilla Axén (Gideonsbergs IF)                                           |
| 1987 | 28  | Eva-Lotta Carlsson (Dalhem IF)                                           |
| 1988 | 24  | Lena Videkull (Öxabäck/Mark IF)                                          |
| 1989 | 25  | Eleonor Hultin (Jitex BK)                                                |
| 1990 | 21  | Lena Videkull (Malmö FF)                                                 |
| 1991 | 28  | Lena Videkull (Malmö FF)                                                 |
| 1992 | 26  | Anneli Andelén (Öxabäck/Mark IF)                                         |
| 1993 | 29  | Anneli Andelén (Öxabäck/Mark IF)                                         |
| 1994 | 33  | Anneli Andelén (Öxabäck/Mark IF)                                         |
| 1995 | 27  | Annelie Wahlgren (Bälinge IF)                                            |
| 1996 | 23  | Lena Videkull (Malmö FF)                                                 |
| 1997 | 22  | Annelie Wahlgren (Bälinge IF) Lena Videkull (Malmö FF)                   |
| 1998 | 32  | Victoria Svensson (Älvsjö AIK)                                           |
| 1999 | 29  | Luiza Pendyk (Malmö FF)                                                  |
| 2000 | 25  | Luiza Pendyk (Malmö FF)                                                  |
| 2001 | 34  | Victoria Svensson (Älvsjö AIK)                                           |
| 2002 | 39  | Hanna Ljungberg (Umeå IK)                                                |
| 2003 | 23  | Victoria Svensson (Djurgården/Älvsjö)                                    |
| 2004 | 22  | Laura Kalmari (Umeå IK) Marta (Umeå IK)                                  |
| 2005 | 21  | Therese Lundin (Malmö FF DFF) Marta (Umeå IK)                            |
| 2006 | 21  | Lotta Schelin (Kopparbergs/Göteborg FC)                                  |
| 2007 | 26  | Lotta Schelin (Kopparbergs/Göteborg FC)                                  |
| 2008 | 23  | Marta (Umeå IK) Manon Melis (LdB FC Malmö)                               |
| 2009 | 22  | Linnea Liljegärd (Kopparbergs/Göteborg FC)                               |
| 2010 | 25  | Manon Melis (LdB FC Malmö)                                               |
| 2011 | 16  | Manon Melis (LdB FC Malmö) Margrét Lára Viðarsdóttir (Kristianstads DFF) |
| 2012 | 21  | Anja Mittag (LdB FC Malmö)                                               |
| 2013 | 23  | Christen Press (Tyresö FF)                                               |
| 2014 | 21  | Anja Mittag (FC Rosengård)                                               |
| 2015 | 18  | Gaëlle Enganamouit (Eskilstuna United DFF)                               |
| 2016 | 23  | Pernille Harder (Linköping FC)                                           |
| 2017 | 24  | Tabitha Chawinga (Kvarnsvedens IK)                                       |
| 2018 | 17  | Anja Mittag (FC Rosengård)                                               |